# Higher Than the Sun (canción de Keane)
Higher Than the Sun —en español: «Más alto que el Sol»— es una canción de la banda de rock alternativo británico Keane, fue lanzado el 28 de septiembre de 2013, el primer sencillo de su primer álbum recopilatorio, The Best of Keane. La canción fue grabada durante las sesiones de grabación para el cuarto álbum de estudio de la banda, Strangeland, que fue lanzado en mayo de 2012.

## Lanzamiento
Keane anunció el lanzamiento del sencillo en su web oficial el 23 de septiembre de 2013. El 27 de septiembre, la canción hizo su debut en la radio sobre Chris Evans de BBC Radio Show 2 del programa matutino, y fue lanzado digitalmente el día siguiente.

## Recepción crítica
Según Contactmusic.com, Higher Than the Sun es «una canción up-beat garra con la voz característica de Tom Chaplin y un estribillo inolvidable».

## Video musical
El video musical de la canción se estrenó el 2 de octubre de 2013 en el canal de YouTube de Keane.  y fue dirigido por Chris Boyle. El video es un mapeo de animación 10 años de historia Keane, de una banda indie de «uno de los mayores grupos británicos del mundo de la década». Contiene semejanza de imagen de las portadas de los cinco discos de la banda, y muestra caricaturas abstractas y bocetos y la banda tocando en el escenario.

## Posicionamiento en listas
| Listas (2013)                               | Mejor posición |
| ------------------------------------------- | -------------- |
| Bélgica (Flandes) (Ultratip Bubbling Under) | 12             |
| Bélgica (Valonia) (Ultratip Bubbling Under) | 5              |
| Croacia (Airplay Radio Chart)               | 16             |
| Indonesia                                   | 1              |